# Hijkersmilde
 Hijkersmilde  is een buurtschap in de gemeente Midden-Drenthe, in de Nederlandse provincie Drenthe. De buurtschap is gelegen langs de Drentsche Hoofdvaart ten zuidwesten van Smilde en Assen.
De buurtschap is ontstaan als een veenkolonie rond 1750. Het centrum van de moderne buurtschap is gelegen rond de Leembrug. Men kan ook spreken van een lintdorp, gelegen tussen Smilde en Hoogersmilde. De buurschap val binnen de kom van Smilde maar kent wel eigen witte (buurtschap)borden. Dit in tegenstelling tot de buurtschap De Polle dat aan een zijweg van Hijkersmilde is gelegen.
Beide buurtschappen vallen onder de wijk Smilde-Zuid waar 345 inwoners woonden in 2010.

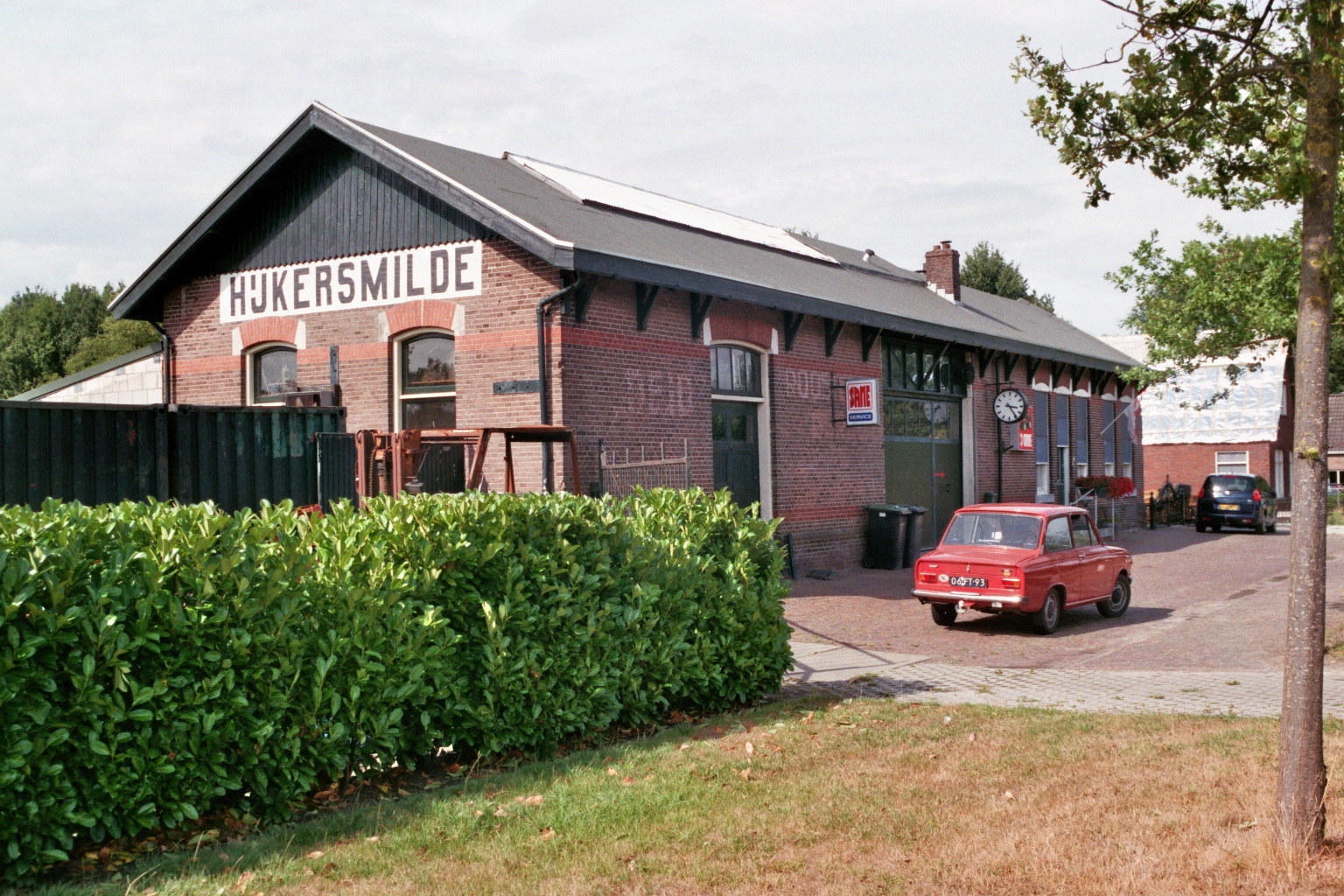
Voormalig NTM-tramstation Hijkersmilde

Vanaf 1915 tot 1947 had Hijkersmilde een NTM-station aan de stoomtramlijn Oosterwolde - Assen. In 1916 werd dit station tevens  het eindstation van de tramlijn Meppel-Hijkersmilde. Die laatste lijn sloot alweer in 1933. De eerstgenoemde lijn werd opgeheven in 1947. Het goederenvervoer over deze lijn naar 1 of meer bedrijven in Hijkersmilde vanaf Steenwijk via Hoek Makkinga bleef echter doorgaan tot 1962. Het stationsgebouw werd daarbij echter niet meer gebruikt. Het stationsgebouw is daarna blijven bestaan maar heeft meerdere functies gehad. Links van het stationsgebouw staat de woning van de stationschef, om de hoek, aan de Leemdijk, staan nog drie rijtjes woningen voor trampersoneel.
Hoofdplaats: Beilen

Overige kernen: Alting · Balinge · Beilervaart · Bovensmilde · Brunsting · Bruntinge · De Polle · Drijber · Elp · Eursing · Eursinge · Garminge · Hijken · Hijkersmilde · Holthe · Hoogersmilde · Hooghalen · Klatering · Laaghalen · Laaghalerveen · Lieving · Lievingerveld · Makkum · Mantinge · Nieuw-Balinge · Norgervaart (deels) · Oosthalen · Oranje · Orvelte · Smalbroek · Rheeveld · Smilde · Spier · Terhorst · Westerbork · Wijster · Witteveen · Zuidveld · Zwiggelte

Drenthe: Steden en dorpen      Nederland: Provincies · Gemeenten